# 光献皇后 (汉赵)
张夫人（3世纪？—313年），前赵开国皇帝刘渊的妾室，昭武皇帝刘聪的生母。

## 生平
河瑞二年（310年）其子刘聪登基，尊嫡母单氏为皇太后，生母张氏为帝太后。单太后死后，则尊生母帝太后为皇太后。
嘉平三年（313年）二月已亥，张太后逝世，谥曰光献。